# Skirmossa
Skirmossa (Hookeria lucens) är en mossa som gärna växer nära vattendrag i låglänta och kustnära trakter. 
Det är Hallands landskapsmossa.

## Beskrivning
Skirmossa har ett mattbildande växtsätt, med nedliggande skott och vitgrönaktiga, blanka blad. Bladen är cirka 5 millimeter långa och 3 millimeter breda och har en bred, rundad spets. De saknar nerv och har platt kant. Ett kännetecken för den här mossan är också de stora bladcellerna. Förekomst av sporhus är ganska vanligt.

## Ekologi
Skirmossa trivs på skuggiga och fuktiga platser och växer på underlag som jord, trädrötter och sten. Den är känslig för torka. Om mossan har drabbats av torka får den en vitaktig färg.